# Мирзаян, Александр Завенович
Алекса́ндр Заве́нович Мирзая́н (род. 20 июля 1945, Баку) — советский и российский поэт и композитор, бард, телеведущий. Теоретик авторской песни.

## Биография
В 1969 году окончил филиал МВТУ им. Э. Баумана, затем работал инженером-физиком в Институте теоретической и экспериментальной физики в Москве.
Первые песни написал в 1969 году. В 1970-х регулярно участвовал в мероприятиях московского КСП — фестивалях, конкурсах и слетах. Неизменно становился лауреатом или дипломантом. В 1970—1980-х активная гражданская позиция Мирзаяна и его приверженность «неофициальной» культуре (бард пропагандировал творчество Д. Хармса, И. Бродского и т. п.) стала причиной его конфликта с властями — его нередко заносили в чёрные списки бардов, не допущенных на сцену на сборных концертах. Был период негласного запрета на его творчество, но он никогда не прекращал свою работу и с 1988 года занялся исключительно авторской песней, став членом творческого объединения «Первый круг», в которое входили Владимир Бережков, Виктор Луферов, Михаил Кочетков и другие авторы.
Мирзаян пишет песни как на свои стихи, так и на стихи русских поэтов — В. Сосноры, И. Бродского, Д. Хармса, М. Цветаевой, О. Чухонцева и др. Чужие стихи в песнях зачастую предстают в сильно изменённом виде. Бард играет на шестиструнной гитаре, используя весьма необычную технику.
На концертах 1970—1980-х годов, наряду с исполнением песен, читал литературные анекдоты Даниила Хармса.
С конца 1990-х годов Мирзаян всё больше времени уделяет исследованию и историко-философскому осмыслению самого феномена песни. На его выступлениях собственно пение всё больше уступает место рассуждениям о песенной культуре. Участник бардовского ансамбля «Песни нашего века». Вице-президент Ассоциации бардов России.
В 2005—2010 годах вёл утреннюю телепередачу «Доброе утро» на «Первом канале».

## Общественная позиция
В марте 2003 года подписал письмо против войны в Чечне, в котором деятели науки и культуры призывали российские власти остановить военный конфликт и перейти к переговорному процессу.
В феврале 2014 года во время публичного выступления в клубе «Гиперион» назвал территорию Украины «исконно русскими землями» и выразил недоумение, почему российские войска до сих пор не там:
А вот Украина — это же наши исконные русские земли… О чём мы говорим… Это же никак не может никуда отделяться… Я не понимаю, где наши танки? Уже давно были бы там… Если бы я был там (показывает наверх), всё было бы уже давно решено.
В августе 2015 года в Донецке Мирзаян выразил своё восхищение сторонниками «русского мира», принимающими участие на стороне непризнанных республик в войне на Донбассе, а также своё чувство стыда за то, что лично сам не может принимать участие в боевых действиях:
Я не могу представить, как в XXI веке происходит вот это… Дорогие мои, вы – форпост России. На вас у меня колоссальная надежда. Что вы можете обратить «Русский мир» в новую реальность... «Русский мир» должен по-другому на себя взглянуть и именно через призму Донбасса. И я горжусь вами, преклоняюсь. И мне стыдно, что я не могу сам взять автомат и участвовать сам в этом освободительном движении… Но, ребята, я на вас смотрю с большой надеждой, поверьте…

## Альбомы
- Московские окна (1996)
- Архив — Александр Мирзаян (2005)

## Избранные публикации
- Кушниренко В. «Песня заполняет нас» или О чём рассказал нам очередной концерт // Молодогвардіец. — 1979. — 24 мая. — (на укр. языке + пер. на русский).
- Дозорцев В. «Возьмемся за руки, друзья» / Фото А.Ефремова // Говорит и показывает Москва. — 1987. — март. — С. 16. — Анонс передачи 17 марта по 1 программе в 23.05. На фото Алик Мирзаян
- Арутюнян С. Штрихи к портрету. Александр Мирзаян: «Не повторять того, что слышно очень громко…» //Комсомолец (Ереван). — 1987. — 3 сентября. — С. 4.
- Пархоменко А. Встречи в Политехническом // Молодой коммунар (Воронеж). — 1987. — 8 декабря. — Анонс концертов в Воронежском политехническом ин-те 11, 12, 13 декабря 1987 г.
- Володин М. Мы идем под скользящим огнём (Возьми гитару) // Парус. — 1988.— № 5. — С. 46-47.
- Городницкий А., Кротов В. «Меня мой голос сразу выдаст» / Фото Шакина Г. (Песни под гитару) // Неделя (воскресное приложение «Известий»). — 1988. — № 46, 14—20 ноября. — С. 16. — О творчестве Мирзаяна; Мирзаян А. Воспоминание о шестидесятых // Там же. — ноты.
- Мирзаян А. Надежда // Афиша СТД РСФСР. — Студийно-театральная Москва. — 1989.
- Володин В. Взгляд из второго поколения. (Авторская песня: пути и перепутья) // Советская музыка. — 1989. — № 9. — С. 58-63.
- Мирзаян А. Авторская песня — национальный фольклор «совка» / Беседовала Серикова В. Фото Жикулина Е. // Советский цирк. — 1990. — № 1, 8 ноября. — С. 14. — По следам III Всесоюзного фестиваля в г. Киеве
- Мирзаян А.: Письмо из Рима; «Год подсадит ногою в седло…»; Триптих; Два донышка к «Триптиху»; После «Триптиха»; Цыганочка у вечернего окна; «Так что же мы хотим себе сберечь?..»; Тем, кто поет, стоя у окна поезда; «Что мы к себе притягиваем ближе…»; «Ах, скажите, мой друг…»; Романс; Гамлет; Фарс; Песня о Надежде // Есть магнитофон системы «Яуза»…: Сб. песен магнитиздата / Сост. Алексей Уклеин. — Калуга, 1991, Тираж 10000. — С. …: Фото.
- Мирзаян А. Нация начинается с песни / Беседу вела Н. Бакланова. Фото А. Удимова (Под сенью дружных муз) // Московские ведомости. — 1993. — № 11, июнь. — С. 26. — О песне, жанре авторской песни, об АРБе. Уп. Окуджава, Высоцкий, Галич, Городницкий, Кукин, Клячкин, Самойлов, Бродский, Левитанский, Болтянская.
- Хоменко Н. Барды. Игра на наших чувствах и нервах нам необходима (Культура) // Всеукраинские ведомости. — 1997. — 5 февраля. — О концерте Мирзаяна и Егорова.
- Мирзаян А. «Болящий дух врачует песнопенье»; Стих. "Воспоминание о 60-х // Библиография. — 2000. — № 1. — С. 137—142.
- Анонс вечера в ЦДЛ 22 марта 2001 // Вечерний клуб. — 2001. — 16 марта. — С. 10.
- Барды в гостях у «Известий» // Известия. — 2001. — 22 марта. — С. 4. — Егоров, Мирзаян, Митяев, Сухарев.
- Мирзаян А. Воспоминание о 60-х; Надежда; Дорога (Турнир поэтов. Ведущий Сергей Мнацаканян) //Московский комсомолец. — 2001. — 19 августа. — С. 6.

## Песни
- «Ах, какие ноги, ах, какие плечи»…
- «Ах, музыкальные крючки, кому звеним, кого хороним?!»…  — Фарс для фортепьяно с хором и барабана
- «Ах, скажите, мой друг, что нам вышло на круг»…  — Окуджавиана. Триптих. (Часть I)
- «Белый вечер, белый вечер, угольки зарниц»…  — Белый вечер (Стихи В. Сосноры)
- «В немалом атласном плаще»…  — Баллада Редингской тюрьмы (из Оскара Уайльда. Вольный перевод В. Сосноры)
- «В ночном саду под гроздью зреющего манго»…  — Мексиканское танго. Мексика. 1867 г. Революция. (стихи И. Бродского)
- «В песчаном Чернигове рынок» — что сточная яма… — Смерть Бояна. Песня Патока. (Стихи В. Сосноры)
- «В Рождество все немного волхвы»…  — Рождество (стихи И. Бродского)
- «В табачном дыму, в полуночной тоске»…  — Дельвиг (стихи О. Чухонцева)
- «Вверх или вниз кладя себе ступени»…  — Окуджавиана. Триптих. (Часть III)
- «Вечерний, сизокрылый, благословенный свет»…  — (стихи А. Тарковского)
- «Вещи и люди нас окружают»…  — Натюрморт (стихи И. Бродского)
- «Взгляни с достигнутых высот» — Куда мы движемся в природе?… — Фарс
- «Вода в реке журчит прохладно»…  — Песенка о дворнике, или о постоянстве веселья и грязи (стихи Д. Хармса)
- «Волхвы забудут адрес твой»…  — Волхвы (стихи И. Бродского)
- «Вот я вновь посетил эту местность любви»…  — (Стихи И. Бродского)
- «Все-все-все деревья» — пиф!… — Песенка ни о чём (стихи Д. Хармса)
- «Выходит Мария, отвесив поклон»…  — Песенка о Марии, о балконе и о платке (стихи Д. Хармса)
- «Где вы, странники, милые странники»…  — Странники
- «Год подсадит ногою в седло»…  — И щит, и меч у нас един
- «Гордятся мертвым светом фонари»…  — из цикла «Посвящение друзьям». Посвящается И.Бродскому
- «Да, да… послушные лады»…  — Письмо из Рима (из цикла «Посвящение друзья»)
- «Да не будет дано умереть мне вдали от тебя»…  — Стансы городу (стихи И. Бродского)
- «Детских праздников суета расколола день на дрова»…  — В память стоянки на безымянном плато
- «Догорай, моя лучина, догорай!»…  — Песня Бояна (стихи В. Сосноры)
- «Догорая дотла, как ахейская шапка на воре»…  — Одиссея (неканонический вариант)
- «Дождь идет в никуда, ниоткуда»…  — Дождь (стихи В. Сосноры)
- «Долго будем ожидать в палисадничках удачи»…  — Лирическая
- «Дорога… Дорога, такая»…  — Посвящается Махавишне
- «Друг Полидевк, здесь всё слилось в пятно»…  — (Стихи И. Бродского)
- «Есть мистика. Есть вера. Есть Господь»…  — Строфы к новому «Фаусту» (Стихи И. Бродского)
- «За всё, что есть, за всё, что было»…  — Посвящение друзьям
- «Зажав послушные лады»…  — Письмо из Рима
- «Зачем, Господь, в твоих руках заговорить сумела глина»…
- «Зачем, живя не так, как ты хотел»…  — После «Триптиха»
- «Зима, зима, я еду по зиме»…  — Я, как Улисс (стихи И. Бродского)
- «И на меня своим теплом струится глаз твоих печаль»…  — Песенка о Санте Кло
- «И падают колонны, и плавают круги»…  — Посвящение Юрию Кукину
- «Играет день в своих лучах весеннею погожею»…  — Грустная цыганочка (Посвящение М. Анчарову и пародия на его тему «Мужики, ищите Аэлиту: Аэлита — лучшая из баб»… )
- «Имяреку, тебе,» — потому что не станет за труд… — На смерть друга (Посвящение с того берега). (стихи И. Бродского)
- «Как будто первое свиданье, я с вами рядышком стою»…  — Прощальный романс
- «Как может маленькая грусть, в окно глядящая со стула»…  — Цыганочка у вечернего окна (в 3-х частях)
- «Как по радио Егор»…  — Кавказский тост
- «Как по синей по степи»…  — Скифская колыбельная (стихи М. Цветаевой)
- «Как странно столько лет подряд»…  — Осенний романс
- «Как тюремный засов разрешается звоном от бремени»…  — (стихи И. Бродского)
- «Когда над Родиной светила звезда высокая Кремля»…  — Совковая ностальгическая песенка
- «Когда садишься в новый самолет»…  — (Стихи И. Бродского)
- «Когда, словно в сказке, звучит «Багатель»»…  — Посвящение Вере Матвеевой
- «Когда я очень затоскую, достану книжку записную»…  — Посвящение Юрию Кротову (стихи А. Кушнера)
- «Кто в книгу смотрит, как в окно»…  — Триптих. Посвящается сестре Наташе и брату Иосифу
- «Лёгкий ток из чаши «А» тихо льётся в чашу «Б»»…  — Песенка о времени (стихи Н. Заболоцкого)
- «Летим по кругу зим и лет»…  — Песня старого летчика (к спектаклю театра им. Моссовета)
- «Мне говорят, что нужно уезжать»…  — Прощание с Родиной (Стихи И.Бродского)
- «Мой день беспутен и нелеп»…  — (стихи М. Цветаевой)
- «Мы видим» — старая картина… — Песенка без эпиграфов и посвящений
- «На берегу пустынных вод оставлен Господом народ»…
- «На знакомых улицах дожди»…  — Знакомые слова (Посвящается А. А. Галичу)
- «На прощанье» — ни звука… — Строфы (Стихи И. Бродского)
- «Нас такая творила страсть»…  — «Мы» не по Замятину
- «Не знать бы мне, с какой сорвусь струны»…  — Гамлет (посвящение В. Высоцкому, вернее его роли, которую он сыграл и в жизни, и в театре)
- «Нет, не Музы счастливый избранник»…  — Посвящение Иосифу Бродскому
- «Ни страны, ни погоста не хочу выбирать»…  — На отъезд И. Бродского
- «Ничто не стоит сожалений»…  — Элегия (Стихи И. Бродского)
- «Непонятно зачем и куда непонятно»…  — Триптих
- «Новобранцы, новобранцы, новобранцы»…  — Романс Черта (Стихи И. Бродского)
- «Ну что, ответь, мой друг философ»…  — Тяжелый блюз в августе
- «Нынче ветрено и волны с перехлестом»…  — Письма римскому другу (Стихи И. Бродского)
- «О чём плачет филин? О том, что нет неба»…  — Плач филина (стихи В. Сосноры)
- «Он здесь бывал: ещё не в галифе»…  — Не так давно умершему тирану. Танго (стихи И.Бродского)
- «Она, как скрипка на моем плече»…  — Романс о красоте (стихи Д. Самойлова)
- «Опять идти под взглядами светил»…  — Прощанье с Родиной (Стихи И. Бродского)
- «Опять слова отходят от строки»…  — Воспоминание о шестидесятых
- «От шумных улиц до ночлега»…  — Посвящение Элле Фицджеральд
- «Откуда взять, откуда взять. Куда потом сложить»…  — Романс вора к спектаклю «Шествие». (стихи И. Бродского)
- «Ох, кривы у нас пути и темна дорога»…  — Цыганочка
- «Под вечер он видит, застывши в дверях»…  — Два всадника. Посвящение Дизи Гилеспи. (стихи И. Бродского)
- «Ползёт подземный змей, ползёт, везёт людей»…  — Читатели газет (стихи М. Цветаевой)
- «Потому что искусство поэзии требует слов»…  — Конец прекрасной эпохи (стихи И. Бродского)
- «Прости, Господь, что столько сил»…  — Романс
- «Прощайте, серые поля, и вы, измученные реки»…  — Песня Исхода
- «Ранним утром, покуда светает»…  — В паводок (стихи О. Чухонцева)
- «С новогодними дарами мне юродивы пришли»…  — Посвящение Владимиру Бережкову
- «Серые кошки, белые кошки»…  — Почти детская песенка (стихи Р. Десносса, перевод с французского М. Кудинова, весьма значительная редакция А. Мирзаяна)
- «Смертный стон разбудил тишину»…  — Муха (стихи Ю.Кузнецова)
- «Так что же мы» — хотим себя сберечь… — Монолог
- «Теряя голос и приметы»…  — Два донышка к «Триптиху»
- «Ты куда понапрасну зовёшь?»…  — Песенка о надежде
- «Ты уйдёшь одна и махнёшь рукой»…
- «Уходим осенью обратно. Течёт река вослед, вослед»…  — Октябрь. Посвящение Евгению Клячкину (Стихи И. Бродского)
- «Хорошо, когда на нас будет некому пенять»…
- «Человек устроен из трёх частей»…  — Ещё раз к вопросу о HOMO SAPIENS, или что же мы такое есть (стихи Д. Хармса)
- «Что нам судьба протягивает свыше?..» — Окуджавиана. Триптих. (Часть II)
- «Шум шагов, шум шагов, бой часов»…  — Романс Крысолова к спектаклю «Шествие». (стихи И. Бродского)
- «Это птицы подоконники мнут»…  — Молитва Марие Магдалине. (стихи В. Сосноры)
- «Я встретил Вас. Вы встретили меня»…  — Декадентский романс (XX век — вторая половина…)
- «Я вышел на свет из дворовой лужи»…  — Средь шумного бала